# Ethelred II. Nepripravljeni
Ethelred Nepripravljeni (angleško Ethelred the Unready, tudi Ethelred II. in Æþelred Unræd), angleški kralj, * okoli 968, † 23. april 1016.
Ethelred je vladal v letih 978–1013 in 1014–1016.